# 칠숙
칠숙(柒宿, ? ~ 631년)은 신라의 이찬(阿飡)으로, 칠숙·석품의 난의 주동자 중 하나이다.

## 칠숙과 석품의 난
삼국사기에 따르면, 진평왕 52년인 630년, 대궁의 뜰이 갈라졌다. 이듬해인 631년 음력 5월, 칠숙과 석품은 반란을 꾀하였다. 반란은 실패하여 칠숙은 처형당하고 석품은 백제로 도망쳤다. 이후 석품은 처자식을 보기 위하여 나무꾼으로 변장하여 신라로 돌아왔다가 붙잡혀 처형되었다.

## 칠숙이 등장한 작품
- 《선덕여왕》(MBC, 2009년~2009년, 배우:안길강)
- 《대왕의 꿈》(KBS, 2006년~2007년, 배우:이철민)

## 참고 문헌
- 김부식(1145), 《삼국사기》, 〈권04 진평왕 53년 條〉 (국사편찬위원회 > 한국사데이터베이스 > 삼국유사)